# Sindicat Cooperatiu (el Vendrell)
El Sindicat Cooperatiu és una obra del municipi del Vendrell (Baix Penedès) protegida com a bé cultural d'interès local.

## Descripció
Es tracta d'una construcció, originàriament aïllada, situada a la carretera de Valls. El conjunt és format per diferents edificacions annexes entre si. L'edifici principal, de planta rectangular amb coberta a dues vessants, presenta la façana principal, rematada per un frontó triangular decorat amb ceràmica vidriada blava i blanca. La façana lateral dreta, que es divideix en diferents trams, mostra una mateixa tendència estilística: presenta un tram de maó dividit per pilastres adossades i finestres d'arc escarser, a l'ala dreta ja s'hi veuen les característiques comunes com l'arrebossat i emblanquinat, la sanefa de ceràmica vidriada blava i blanca, alternada amb les finestres amb llinda retranquejada i amb un frontó triangular que culmina a manera de merlet. Finalment, destacar el remat de la cornisa de ceràmica verda combinada entre els merlets.
De l'interior de la nau cal destacar l'estructura de cavall de fusta del sostre i la volta catalana amb arcs parabòlics de la bodega.
Cal destacar la gàrgola en un dels seus extrems.

## Història
L'edifici del Sindicat Cooperatiu Agrícola va ser construït entre 1906 i 1910, segons projecte de Cèsar Martinell.